# Xã Ozark, Quận Polk, Arkansas
Xã Ozark (tiếng Anh: Ozark Township) là một xã thuộc quận Polk, tiểu bang Arkansas, Hoa Kỳ. Năm 2010, dân số của xã này là 2.475 người.